# روباه مرداب (مجموعه تلویزیونی)
روباه مرداب (انگلیسی: The Swamp Fox) یک مجموعه تلویزیونی محصول والت دیزنی درباره جنگ انقلاب آمریکا است که از سال ۱۹۵۹ تا ۱۹۶۱ پخش شد.